# Simaság
Simaság község Vas vármegyében, a Sárvári járásban.

## Fekvése
Sárvár és Nagycenk között nagyjából félúton fekszik, előbbitől mintegy 20 kilométerre északra, utóbbitól 22 kilométerre délre; a környék legnagyobb városától, Soprontól 35 kilométerre délkeletre helyezkedik el.
A szomszédos települések: észak felől Újkér, kelet felől Iván, dél felől Sajtoskál, délnyugat felől Lócs, nyugat felől pedig Iklanberény. Határa délnyugaton, egy rövid szakaszon érintkezik még az amúgy távolabb fekvő Bő közigazgatási határszélével is.

### Megközelítése
Legfontosabb közúti elérési útvonala a 84-es főút, amely végighúzódik a település teljes területén, annak főutcájaként, hozzávetőleg dél-északi irányban. A főutat kelet-nyugati irányban a 8618-as út keresztezi, ezen érhető el a község Iván illetve Csepreg-Bük felől is.
Vasútvonal nem érinti, a legközelebbi vasúti csatlakozási lehetőségeket a Sopron–Szombathely-vasútvonal 7 kilométerre fekvő Tormásliget megállóhelye, illetve a 11 kilométernyire lévő Bük vasútállomása kínálja.

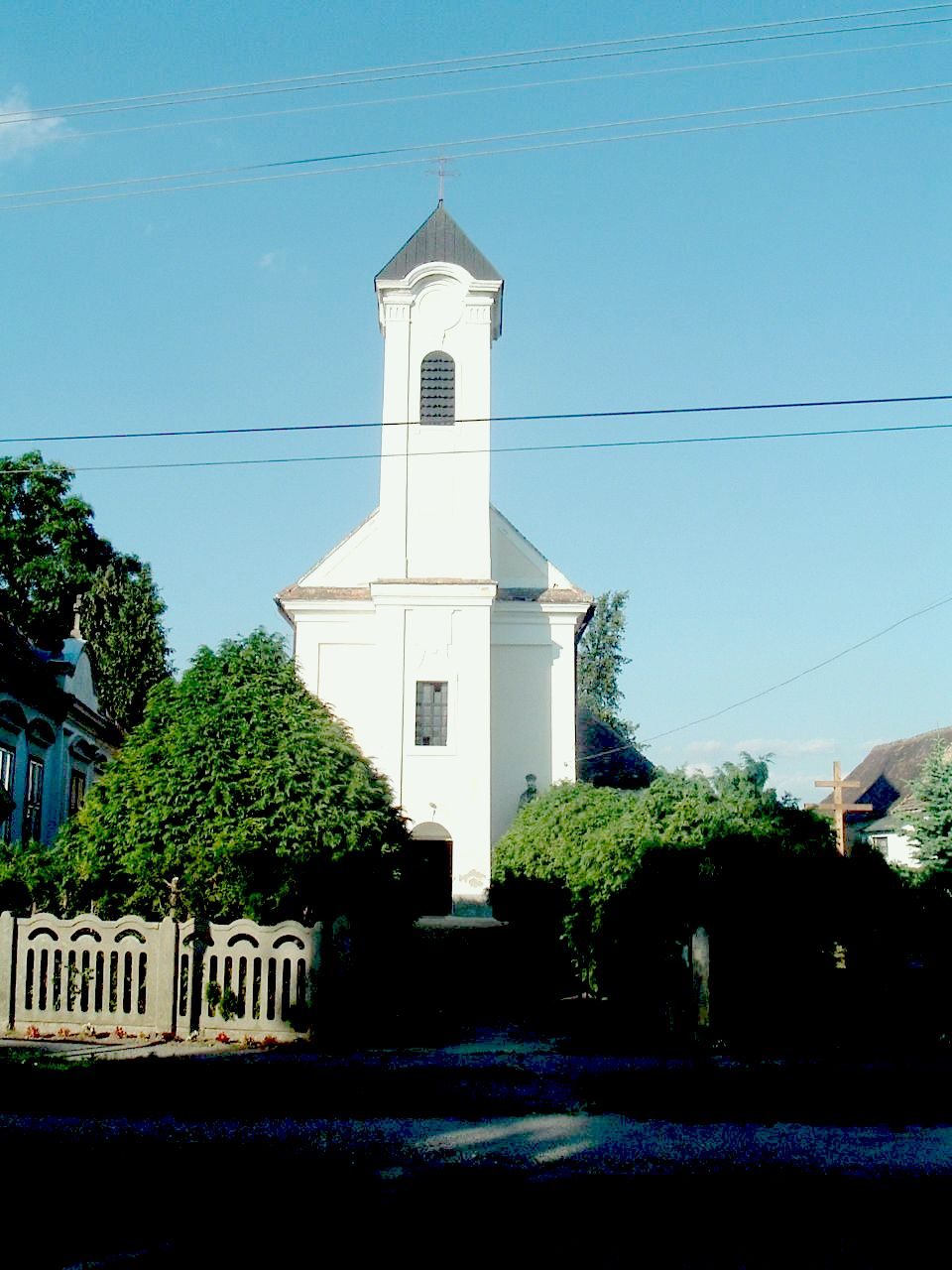
A templom

## Története
Felsőságot először 1265-ben villa Schag; Simaházát 1357-ben említik az oklevelek.
Felsőságnak több neve is volt: Pecsenyesütőság (1378), Kenyérsütőság (1597); valamint Kis-, Nagy- és Nemesság. Templomát már 1338-ban említik. 1458-ban vármegyegyűlést tartottak itt.
A környékbeli birtokosok között az 1600-as évek végén jelent meg a Festetics család. Itt született Festetics György (1755 – 1819) és Festetics Imre (1764 – 1847).
1787-ben 51 házában 431 lakos élt.
Vályi András szerint "SÁG. Magyar falu Sopron Várm. földes Ura Gr. Festetits Uraság, a’ kinek kastéllya díszesíti, lakosai katolikusok, és evangelikusok, fekszik Sajtoskálhoz nem meszsze, mellynek filiája, határja 2 nyomásbéli, ’s közép termésű, szőleje nem terem, réttye kevés van, juhai számosak, piatzok Sopronban 4 3/8 mértföldnyire." 
Fényes Elek szerint „Ságh, magyar falu, Sopron vgyében, Sopronhoz délre 4 3/4 mfd. a sárvári országutban, 400 kath., 150 evang. lak., szép urasági kastélylyal és kerttel. Róna határa 1424 hold, mellyből szántóföld 828 h., rét 122 h., gyümölcsös 54 h., erdő 410 hold. Földe igen jó buzát terem, s a váltógazdaság divatozik. Baromfit és nemes birkát sokat tartanak. Erdeje cser, tölgy, nyárfa, s 80 éves vágásra osztatik. Birja gr. Festetics Tassziló, s feje egy uradalomnak.”
Simaháza eredeti neve Simonháza volt. 1456-ban nemesi előnévben szerepel Simonhazasag alakban. 1488-ban „Poss. Simonhaza Saagh in facie possessionis Saagh" összefüggésben szerepel. Régi köznemesi község, melynek első ismert birtokosa a Simaházi család volt. 1787-ben 17 ház és 109 lakos volt a településen.
Vályi András szerint „SIMAHÁZA. Magyar falu Sopron Várm. földes Urai G. Festetits, és több Uraságok, lakosai katolikusok, és evangelikusok, fekszik Sajtoskálnak szomszédságában, mellynek filiája; határja középszerű, bora nem terem, 260réttyei kevesek, juhai számosak, piatzok Sopronban 4 2/8 mértföldnyire.”
Fényes Elek szerint „Simaháza, magyar falu, Sopron vgyében, Sopronhoz délre 4 1/2 mfd., 80 kath., 30 evang. lak. Róna határja 900 hold, mellyből szántóföld 612 1/2 hold, rét 7, erdő 238 1/2 hold. A határ tagositva van, s igen jó buzatermő. Erdeje cser- és tölgyfákból áll, s 82 éves vágásra osztatik. Birják többen.”
Simaság 1928-ban jött létre a korábbi Simaháza és Felsőság egyesítésével.
A település  történelme során mindvégig Sopron vármegyéhez tartozott.
Az 1950-es évek közigazgatási változásai idején került Vas megyéhez.

## Közélete

### Polgármesterei
- 1990–1994: Gángó Jánosné (független)[7]
- 1994–1998: Galavics Ferenc (független)[8]
- 1998–2002: Östör Vilmos (független)[9]
- 2002–2006: Östör Vilmos (független)[10]
- 2006–2010: Molnár László (független)[11]
- 2010–2014: Molnár László (független)[12]
- 2014–2019: Molnár László (független)[13]
- 2019–2024: Simon Dániel (független)[14]
- 2024– : Simon Dániel (független)[1]

## Népesség
A település népességének változása:
| Lakosok száma | 553  | 543  | 537  | 534  | 534  | 533  | 507  | 566  | 521  | 518  |
|               | 2013 | 2014 | 2015 | 2016 | 2017 | 2018 | 2021 | 2022 | 2023 | 2024 |

A 2011-es népszámlálás során a lakosok 76,3%-a magyarnak, 0,8% németnek, 4,8% cigánynak, 0,2% szlovénnek mondta magát (23% nem nyilatkozott; a kettős identitások miatt a végösszeg nagyobb lehet 100%-nál). A vallási megoszlás a következő volt: római katolikus 61,5%, evangélikus 8,3%, református 1%, görögkatolikus 0,2%, felekezet nélküli 2,6% (25,9% nem nyilatkozott).
2022-ben a lakosság 94,7%-a vallotta magát magyarnak, 3,2% cigánynak, 1,8% németnek, 0,2% románnak, 0,5% egyéb, nem hazai nemzetiségűnek (4,9% nem nyilatkozott; a kettős identitások miatt a végösszeg nagyobb lehet 100%-nál). Vallásuk szerint 54,2% volt római katolikus, 8,7% evangélikus, 1,2% református, 0,9% egyéb katolikus, 3,9% felekezeten kívüli (31,1% nem válaszolt).

## Nevezetességei
- Mária Magdolna temploma középkori eredetű, első említése 1338-ban történt. A templomot 1754-ben a Festetics család építtette újjá, majd 1800-ban későbarokk stílusban építették át. A bejáratnál található Szent László- és Szent István-szobrot Dietrich Antal alkotta.
  - A temető kapuja (1740) Somogyi (Lóci) István plébános sírkövével
  - Az I. és II. világháború hősi halottjainak emlékműve (1934)
  - Nepomuki Szent János szobor – 1816 (klasszicista)
- Festetics-kastély

## Itt született
- 1696-ban Festetics Kristóf nagybirtokos, országgyűlési követ, aranysarkantyús vitéz.
- 1722-ben Festetics Pál nagybirtokos, kamarai alelnök.
- 1755. december 31-én Festetics György a keszthelyi Georgikon alapítója
- 1762-ben Festetics Imre nagybirtokos, genetikus
- 1785-ben Festetics László várkapitány, földbirtokos, aranykulcsos, császári és királyi kamaráscsászári és királyi kamarás.
- 1886-ban Moll Elemér építész, építészeti szakíró, Kolozsvár főépítésze
- 1889-ben Dr. Moll Károly reumatológus szakorvos. Moll Károly nevéhez fűződik a Hévízi-tó áramlási térképének elkészítése, a súlyfürdő felfedezése.
- 1897-ben Sulyok Dezső politikus.
- 1915-ben Horváth Sándor magyar katona, a Magyar Tiszti Arany Vitézségi Érem kitüntetettje.

## Képgaléria

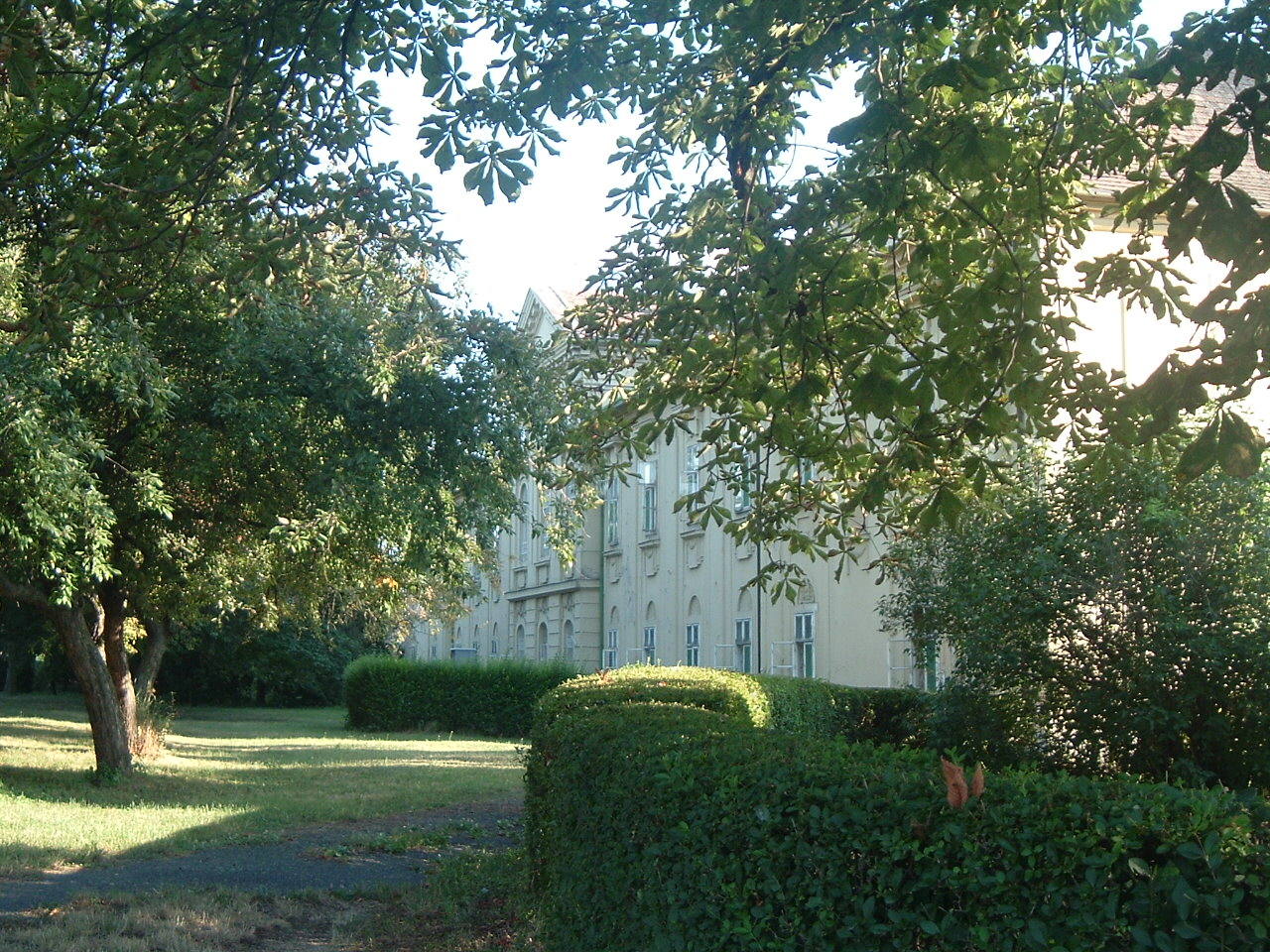
A kastély
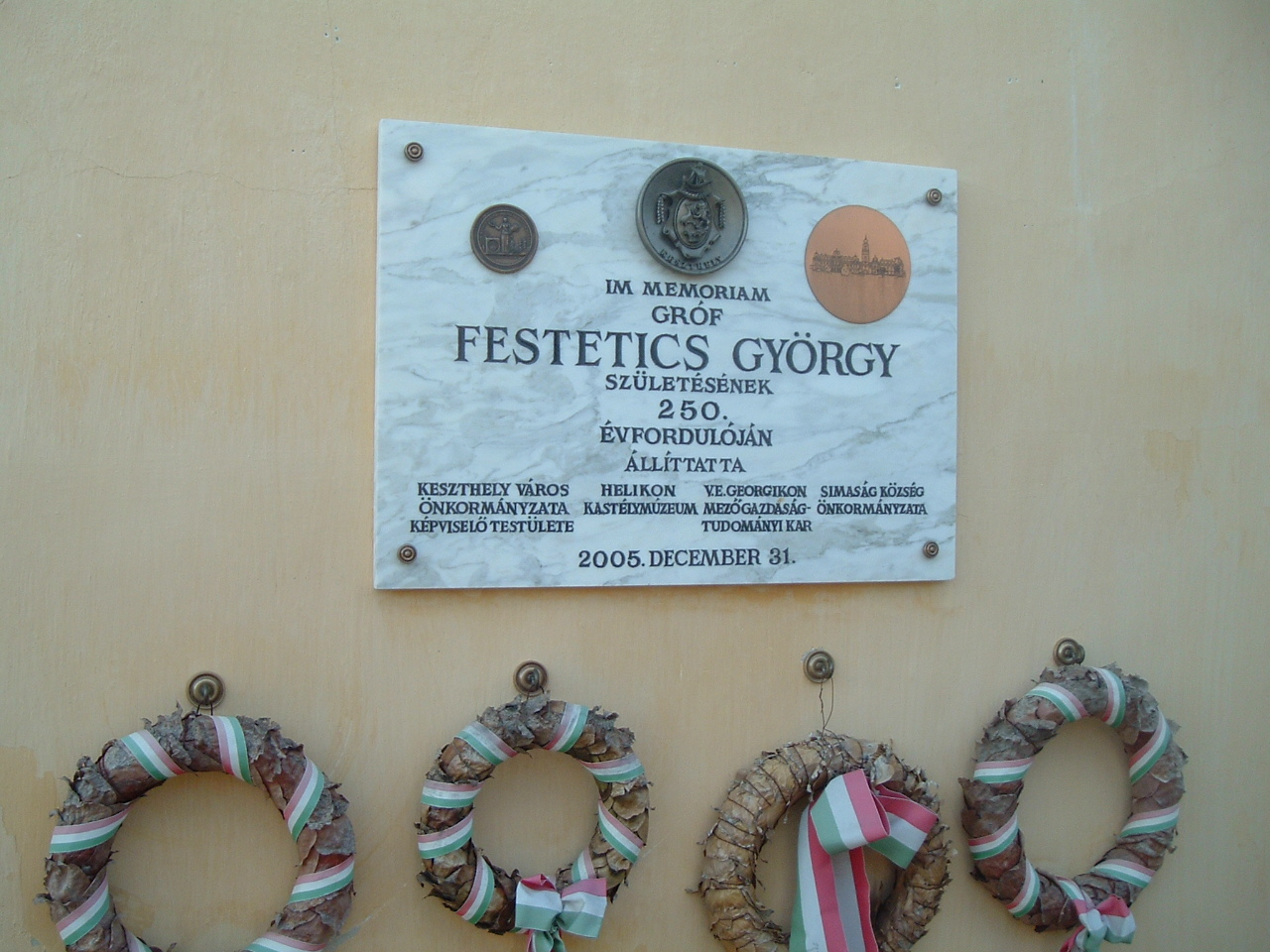
Festetics György emléktáblája
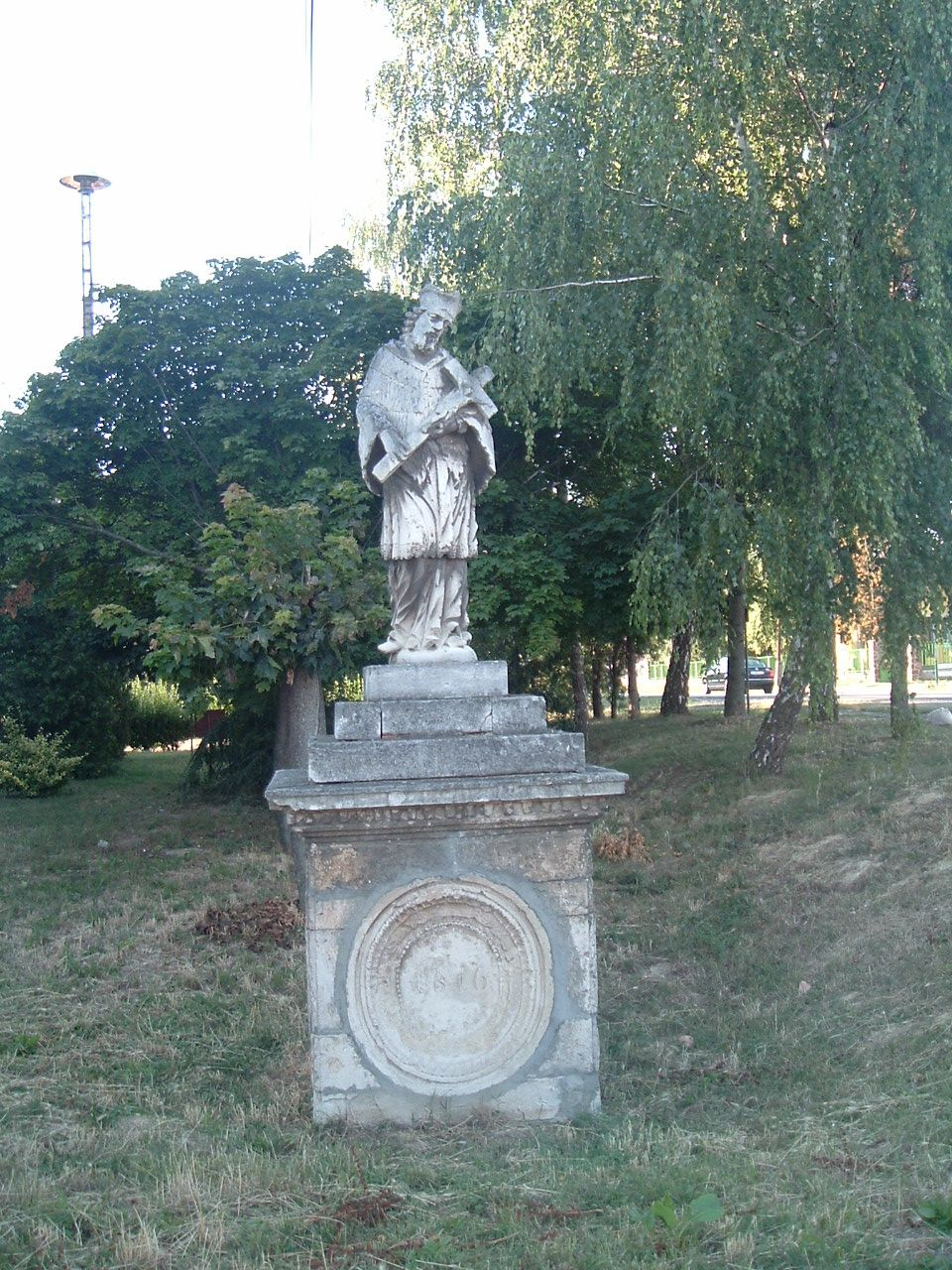
Nepomuki Szent János szobra
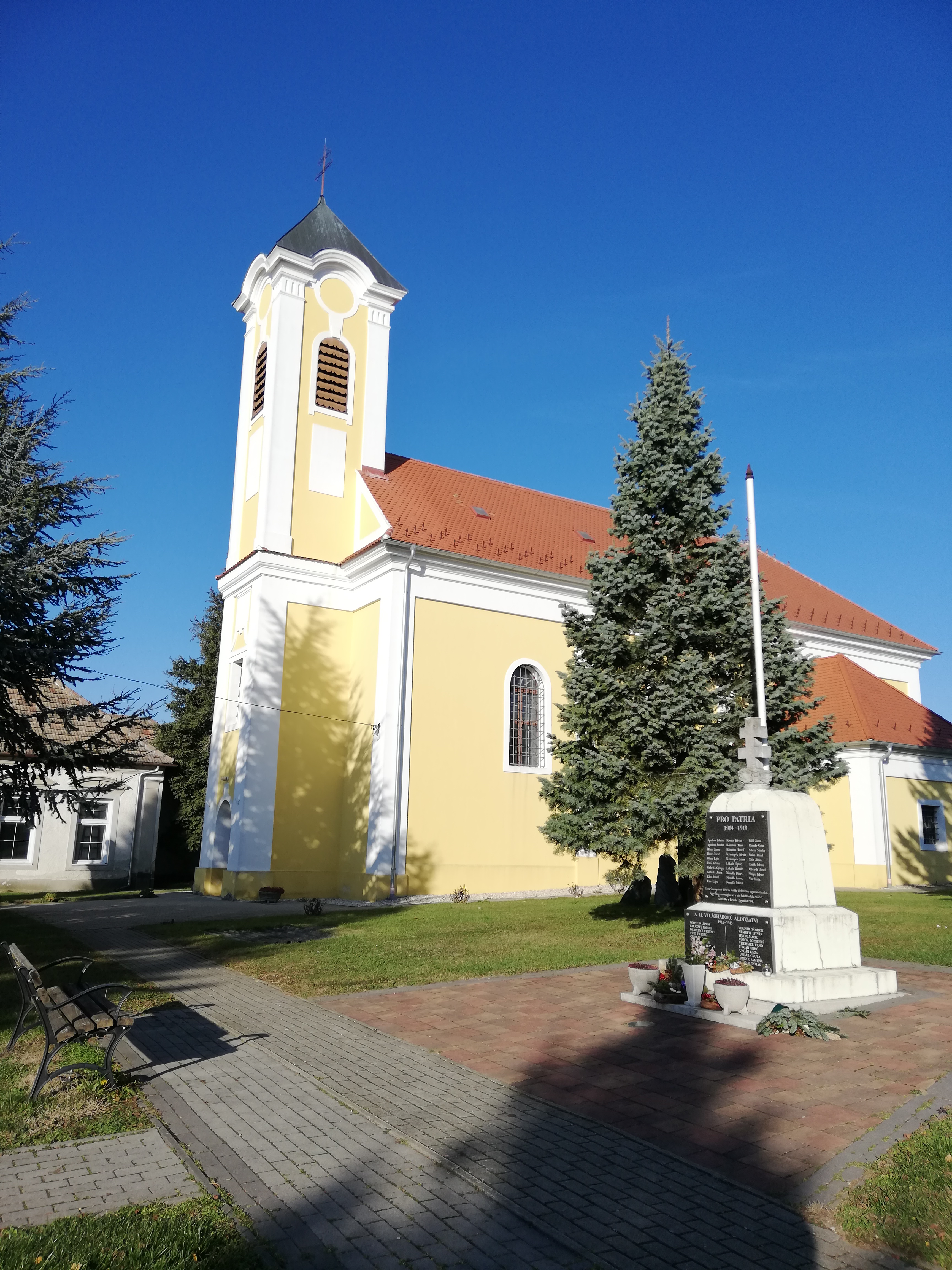
Simaság, a templom, előtérben a hősi emlékművel
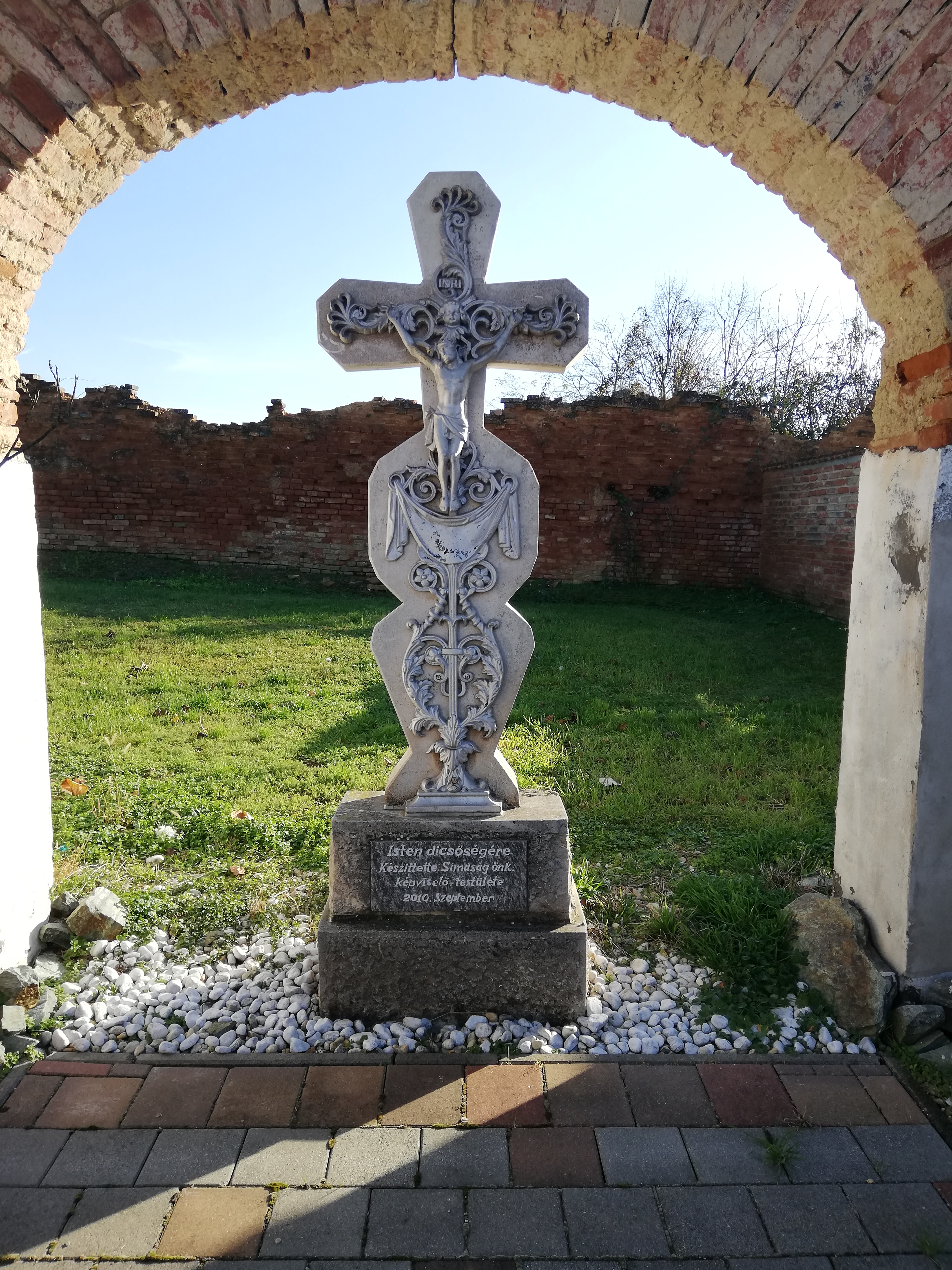
Temetői kereszt
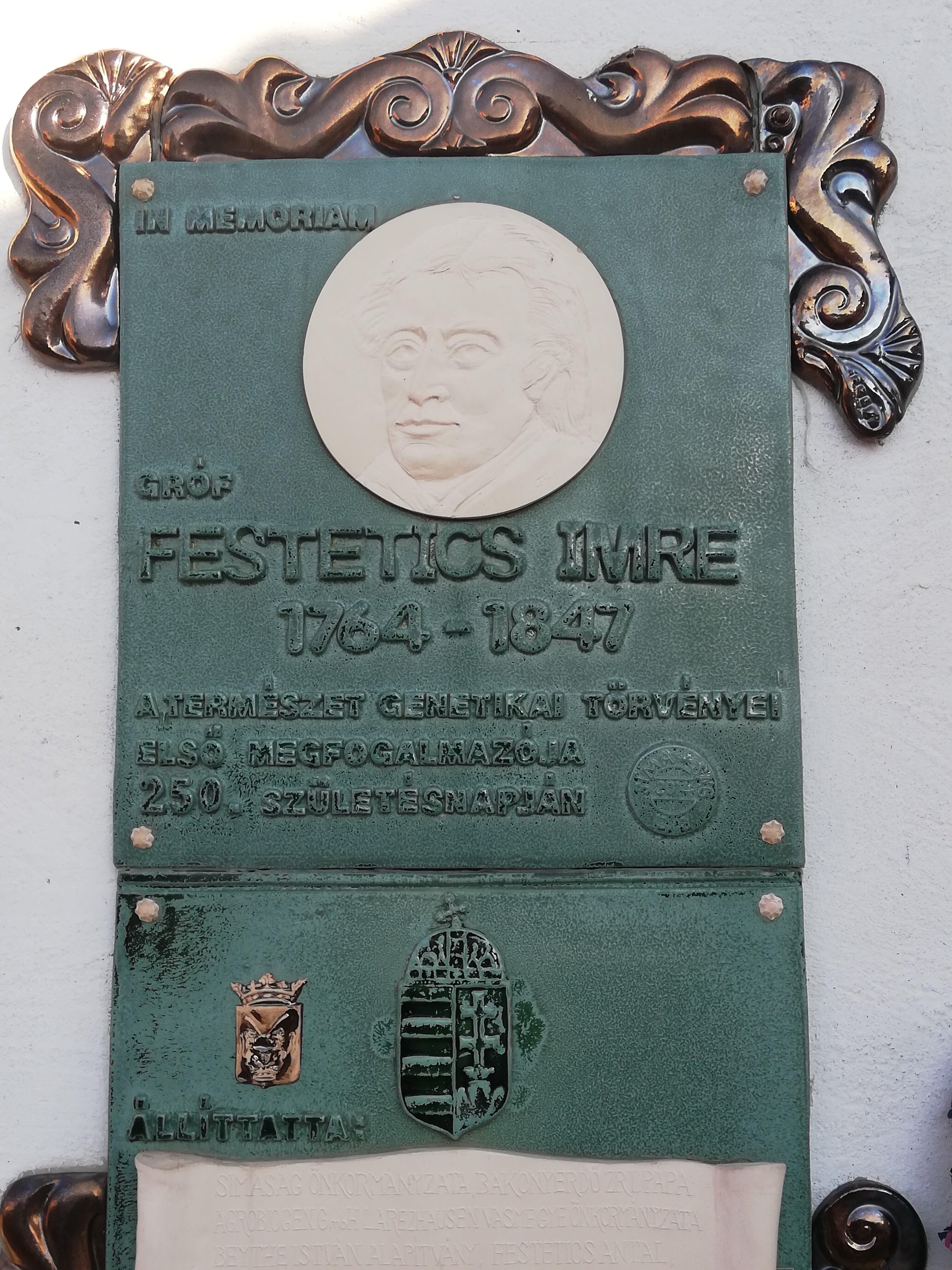
Festetics Imre emléktáblája

## Külső hivatkozások
- Simaság az utazom.com honlapján